# 大友義統
大友義統（日语：／ Ōtomo Yoshimune，1558年—1610年9月2日）是日本戰國時代至江戶時代前期在豐後國的戰國大名。大友氏第22代當主。父親是大友氏第21代當主大友義鎮（宗麟）。母親是奈多夫人（奈多鑑基的女兒）。

## 生平

### 繼承家督
在永祿元年（1558年）出生，家中長男。幼名長壽丸。在元服後，受將軍足利義昭賜予偏諱，改名為義統。
天正4年（1576年），在父親義鎮隱居後，繼任家督並成為大友氏當主，不過實權仍然被父親掌握。天正7年（1579年）11月27日，受織田信長的推薦而敘任從五位下左兵衛督。同時，信長以在毛利氏滅亡後給予長門國、周防國為條件，約定夾擊毛利輝元。
天正6年（1578年），侵攻日向國，在耳川之戰中大敗。此後，大友家臣團開始分裂。與父親的二頭政治亦開始出現弊端，與父親對立，令大友家的內紛更加強烈。
天正8年（1580年），有力庶家田原親貫和田北紹鐵發起叛亂，並與秋月種實內通，於是為了鎮壓而一時間被迫返回府內。
天正13年（1585年），重臣立花道雪病死。此外，與肥後國方面的領主志賀氏變得疏遠。大友氏的領地肥後、筑後國、筑前國逐漸被肥前國的龍造寺氏和薩摩國的島津氏攻略。
天正14年（1586年），在島津義久開始侵攻豐後國（豐薩合戰）後，失去忠誠心的家臣們相繼離反，還有高橋紹運在岩屋城戰死（岩屋城之戰）等，大友氏陷入滅亡危機。與受豐臣秀吉派遣的援軍（因為宗麟的請求）長宗我部元親和仙石秀久等一同與島津軍戰鬥，但是在戶次川之戰中大敗，並失去家臣利光宗魚、戶次統常。在父親宗麟和家臣柴田禮能、臼杵鎮尚、志賀親次、佐伯惟定、木付鎮直、狹間鎮秀、帆足鑑直、朽網鑑康、森鎮生、田北統員、清田正成、吉岡妙林尼等人在居城奮戰時，從府內退走，令島津軍進攻到豐後。
天正15年（1587年），秀吉親自率軍進入九州，令島津氏降伏（九州征伐）。最終保留豐後一國和豐前國宇佐郡半郡，總計37萬石。
同年4月，因為鄰國的豐臣大名黑田孝高強力勸說，與夫人和兒子們一同接受基督教的洗禮，洗禮名是君士坦丁（日语：コンスタンチノ）。同年6月，因為秀吉的棄教令而棄教。

### 秀吉時代
天正16年（1588年）2月，為了謁見秀吉而上洛，得到秀吉喜愛，受賜予羽柴、豐臣姓、以及秀吉的偏諱（「吉」字），改名為吉統。此外，敘任從四位下侍從。
天正18年（1590年），在小田原征伐中，以豐臣軍一員的身份參戰。天正20年（1592年），在文祿之役中，率領6千士兵與黑田長政軍5千士兵一同屬於第三軍參戰。同年正月，敘任參議。2月，把家督讓予嫡子義乘，雖然愛好喝酒，但是酒量很差，由此寫下21條家訓。
文祿2年（1593年），被受到明大軍包圍的小西行長請求救援，不過因為相信行長戰死的誤報而撤退，並放棄鳳山城。這個行動觸怒秀吉，受被派遣而至的軍目付熊谷直盛、福原直高質問，並被命令返回名護屋城。此時，剃髪並號宗嚴。大友家由歷史久遠的名家一夕敗亡。終於5月1日被改易，大友領地豐後、豐前的宇佐半郡變成豐臣家的直轄領地，後來變成豐臣家奉行等的領地。
此後，依次被幽閉在武藏國江戶（德川氏）、常陸國水戶（佐竹氏）、周防國山口（毛利氏）等地。舊大友家的有力家臣們都為了大友家再興，而成為其他大名的客將。

### 秀賴時代
慶長3年（1598年），因為秀吉死去，翌年（1599年），被赦免罪行，於是脱離幽閉狀態。在大坂城下建立屋敷，並仕於豐臣秀賴成為當主的豐臣家。慶長5年（1600年），在關原之戰中，被軟禁在德川家的嫡子義乘被德川家康允許成為嫡男秀忠的近侍，忠臣吉弘統幸諫言應該加入東軍，不過拒絕（一說是因為在大坂城下的側室和庶子松野正照被西軍軟禁）。受毛利輝元支援，因此決定加入西軍。從廣島城侵攻原來的領國豐後國。約定在戰勝後，能得到豐後、豐前國兩國為恩賞。田原氏、吉弘氏、宗像氏等小大名級的舊臣從諸國回來合流，於是令大友軍再興。
在豐後登陸後，攻陷國東半島諸城。9月，在石垣原之戰中，雖然在前哨戰中得到優勢，最終被豐前的黑田如水和細川忠興（實際上是豐後杵築城的細川家重臣松井康之）等連合軍擊敗，剃髪後，前往妹婿兼黑田家重臣母里友信的陣中降伏。於是再度被幽禁。

### 關原之戰後
戰後，因為進攻東軍的細川領地豐後杵築城，被出羽國的秋田實季軟禁，在實季轉封後，被流放到常陸國宍戶。一說指在流放地再度成為吉利支丹，不過在同時代的史料中沒有記載。在流放地整合文書『大友家文書錄』，因此令後世知道大友氏作為守護大名家從興起到沒落的詳細過程，於是成為極之貴重的史料。
在慶長15年7月19日（1610年9月2日）死去。享年53歲。戒名是中庵宗嚴。大友家由嫡男義乘繼承，被德川家登用為旗本，以鐮倉時代以來的名家身份成為高家。

## 人物、逸話
- 在『九州諸家盛衰記』記述為「不明懦弱」（不明懦弱），即欠缺識見和判斷狀況能力，以及相當膽小的意思。

- 在天正遣歐少年使節歸國之際，向傳教士們因為棄教而謝罪，在其中言及「本來自己就是意志薄弱和優柔寡斷的性格」（もとより自分は意志薄弱で優柔不断な性分なので）。（『佛洛伊斯日本史（日语：フロイス日本史）』）

- 酒品相當差，在許多傳教士的資料中被描述成「過度酗酒，由此引起的亂行相當多」（過度の飲酒癖やそれによる乱行が多い）。自己都有自覺而向兒子義乘寫下家訓。

- 父親宗麟傾向基督教而破壞神社佛閣的故事廣為人知，而大友氏的本據豐後國內和筑後國內的破壞，是由當時的當主義統積極執行，因此可能是由義統主導。

- 在島津軍侵攻豐後府內時，義統捨棄居城府內城而逃亡。更在此時記起被留下來的愛妾，於是向其中一個家臣命令把其救出。那個家臣遵從命令並救出這名愛妾後，義統對這個家臣給予賞賜，但是這個家臣卻回答「我只是救助了一個女子，跟在這次戰鬥中死去的許多同伴沒關係，這是沒有回報的，只向我給予恩賞是怎麼一回事呢？有著這種性格的主君永遠都不是我的主君」（私は女を1人助けたに過ぎません。このたびの戦いで多くの同朋が死んだにもかかわらず、それには報いず、私にだけ恩賞を与えるとは何事ですか。そのような性根を持つ主君は、我が主君にあらず）並馬上離去。這個家臣的名字是「臼杵刑部」，後來仕於毛利輝元。

- 關於在文祿之役的失敗，同樣受到小西行長請求救援的小早川秀包和黑田長政亦拒絕救援。但是黑田和小早川都沒有受到任何處罰，而義統（當時名為吉統）卻遭到改易的嚴重處分。一說指這是因為秀吉家臣的讒言，有因為梅北一揆（日语：梅北一揆）受到大友氏一族支持的流言等事，令秀吉不信任。

- 與父親宗麟的對立，是在宗麟隱居後，對宗麟極度迷戀基督教反感的反基督教家臣團、以及與宗麟離婚後仍持有很強影響力的奈多夫人的影響。特別是奈多夫人對義統有很強影響力，在知道宗麟和後妻之間誕下子女後，向義統進言不論男女都殺害等，令雙方關係進一步惡化。

- 通説指耳川之戰是由父親宗麟所主導，但是因為宗麟在隱居後的天正5年（1577年）和天正6年（1578年）都沒有發現關於他處理領國關係的文書和史料，因此被認為此戰實際由義統主導。

- 雖然在軍事及統御方面並不出色，但近年關於義統的研究顯示其在內政以及文治方面頗有才能，對於府內以及臼杵一帶的市街規劃也有留下功績，個人也有不錯的文學、書法造詣。

## 登場作品
電視劇
- 大友宗麟 追求心之王國（日语：大友宗麟 心の王国を求めて）（2004年、NHK、演：仁科克基）
- 軍師官兵衛 （2014年、NHK大河劇、演：增田修一朗（日语：増田修一朗））

## 外部連結
- 武家家伝＿大友氏 （页面存档备份，存于）